# 弗羅爾斯 (亞利桑那州)
弗羅爾斯（英語：Flores）是位於美國亞利桑那州亞瓦派縣的一個非建制地區。該地的面積和人口皆未知。

## 地理
弗羅爾斯的座標為34°03′45″N 112°49′18″W / 34.06250°N 112.82167°W，而該地的平均海拔高度為793米（即2602英尺）。